# Одесская наступательная операция
Одесская наступательная операция 1944 года — военная операция войск 3-го Украинского фронта под командованием генерала армии Р. Я. Малиновского (при содействии сил Черноморского флота под командованием адмирала Ф. С. Октябрьского), проходившая в марте — апреле 1944 года в рамках Днепровско-Карпатской стратегической наступательной операции (24 декабря 1943 — 17 апреля 1944 года). Целью операции являлся разгром приморской группировки противника между реками Южный Буг и Днестр, освобождение северо-западного побережья Чёрного моря, включая город-порт Одессу, и выход к линии государственной границы СССР с Румынией. Оккупация Одессы длилась без малого 3 года, фашисты заковали в тиски порт на Чёрном море 5 августа 1941 года, к середине октября 1941 года все силы перебросили к Севастополю.
Результатами операции стали тяжёлое поражение 6-й немецкой и 3-й румынской армий. Советские войска полностью освободили Николаевскую и Одесскую области, а также значительную часть Молдавии. Были созданы плацдармы на правом берегу Днестра, что создало предпосылки для дальнейшего наступления советских войск в направлении Румынии, Болгарии и Балкан.

## Военно-стратегическая ситуация
Ещё в ходе Березнеговато-Снигирёвской операции командующий войсками 3-го Украинского фронта получил директиву Ставки Верховного Главнокомандования (ВГК), в которой указывалось, что в связи с успешным наступлением 2-го и 3-го Украинских фронтов войска 3-го Украинского фронта должны преследовать отходившего противника. Ближайшая задача заключалась в том, чтобы не допустить отхода противника за реку Южный Буг и, захватив переправы на участке Константиновка, Вознесенск, не дать противнику организовать оборону на р. Южный Буг. В дальнейшем должны были овладеть городами Тирасполь и Одесса, освободить северо-западное побережье Чёрного моря и продолжать наступление с целью выхода на р. Прут и северный берег р. Дунай, на государственную границу СССР с Румынией.

## План операции
План Одесской операции разрабатывался командующим войсками фронта генералом армии Р. Я. Малиновским совместно с представителем Ставки ВГК Маршалом Советского Союза А. М. Василевским. 19 марта он был утверждён Верховным Главнокомандующим.
3-му Украинскому фронту предстояло нанести удар силами 46-й (генерал-лейтенант В. В. Глаголев), 8-й гвардейской (генерал-полковник В. И. Чуйков) армий, конно-механизированной группы (КМГ) (генерал-лейтенант И. А. Плиев) и 23-го танкового корпуса (генерал-майор танковых войск А. О. Ахманов) в общем направлении на станцию Раздельная в обход Одессы с северо-запада. 57-я (генерал-лейтенант Н. А. Гаген) и 37-я (генерал-лейтенант М. Н. Шарохин) армии должны были наступать на Тирасполь, а 6-я (генерал-лейтенант И. Т. Шлемин), 5-я ударная (генерал-полковник В. Д. Цветаев) и 28-я (генерал-лейтенант А. А. Гречкин) армии — на Николаев.
Поддержка наступления войск фронта, кроме 17-й воздушной армии, возлагалась на авиацию и корабли Черноморского флота (вице-адмирал, с 10 апреля адмирал Ф. С. Октябрьский). Части морской пехоты привлекались для боевых действий за приморские города и порты.
Задача 3-м Украинским фронтом по разгрому противника между Южным Бугом и Днестром решалась в тесном взаимодействии с армиями левого крыла 2-го Украинского фронта, которому Ставка ВГК приказала не позднее 24-25 марта развить наступление на юг вдоль реки Днестр, чтобы охватить немецкие 8-ю, 6-ю и румынскую 3-ю армии.

## Силы сторон

### СССР
Войска Красной армии восполнили потери, понесенные в ходе Брезнеговато-Снигиревской операции. 30 марта 1944 года командующий 28-й армии (29 марта армия была выведена в Резерв Ставки ВГК) А. А. Гречкин был прикомандирован к участникам операции. К 26 марта войска 3-го Украинского фронта состояли из семи общевойсковых армий (5-я ударная, 8-я гвардейская, 6-я, 28-я, 37-я, 46-я и 57-я), конно-механизированной группы (гвардейские 4-й кавалерийский и 4-й механизированный корпуса), 23-го танкового корпуса, 17-й воздушной армии, всего 57 стрелковых и 3 кавалерийские дивизии. Общее число: 470 000 солдат, оснащенных 435 танками и самоходными орудиями, артиллерии и миномётов имелось 12 678 (из них насчитывается более 3000 трофейных), 436 самолётов. РККА превосходила противника в людях — в 1,3, в артиллерии — в 4, в танках — в 2,7 раза, но уступала ему в самолётах в 1,3 раза.

### Нацистская Германия и Королевство Румыния
Несмотря на большие потери в предшествующих сражениях, 6-я немецкая армия всё ещё оставалась значительной силой. К началу наступательной операции советских войск в полосе шириной 170 км от Константиновки до Днепровско-Бугского лимана оборонялись пополненные войска немецкой 6-й и румынской 3-й армий группы армий «А» (с 5 апреля «Южная Украина», командующий генерал-фельдмаршал Э. Клейст, с 1 апреля генерал-полковник Ф. Шернер). В немецко-румынских войсках в регионе насчитывали 16 немецких и 4 румынских дивизий, 8 бригад штурмовых орудий, 2 танковых батальона; всего около 350 тысяч войск, при 160 танках и самоходных орудиях, 3200 орудиях и миномётах. На этом направлении противник мог использовать до 400 боевых самолётов 1-го авиационного корпуса немецкого 4-го воздушного флота и 150 боевых самолётов румынского авиационного корпуса.
Основная линия обороны немцев и румын была сосредоточена на реках Южный Буг и Днестр. На берегах небольших рек Тилигул, Большой Куяльник, Малый Куяльник также созданы укрепления. Одесса также являлась сильным оборонным центром, где была т. н. «Крепость фюрера». Танки и артиллерийские полки были развернуты в Одессе, Березовке и Николаеве. Пехотные полки расположены вдоль рек, лагун, бухт. Частный сектор крепости Очаков также усилен пехотным полком. Минные поля и препятствия расположены вдоль западного берега реки Южный Буг и вокруг Одессы. В оперативной глубине противник имел оборудованные в инженерном отношении оборонительные рубежи по рекам Тилигул, Бол. Куяльник, Мал. Куяльник, Днестр. Особенно сильно укреплялись подступы к Одессе.

## События

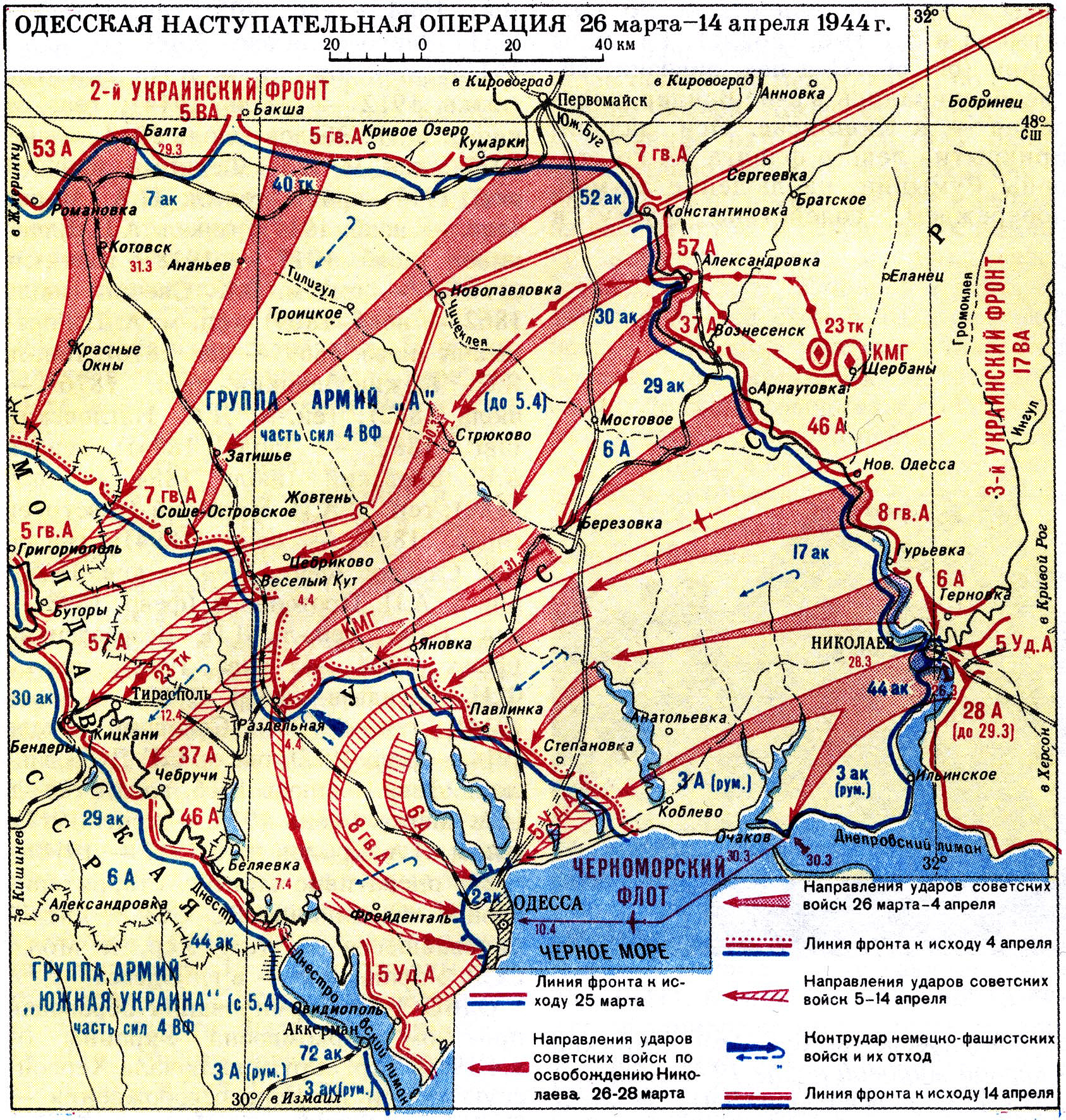
Одесская наступательная операция 26 марта — 14 апреля 1944.

### Форсирование Южного Буга
Перегруппировка войск 3-го Украинского фронта и подготовка Одесской операции проводилась в весеннюю распутицу, да ещё и под проливными дождями. В целях повышения подвижности войск, быстрого обхода узлов сопротивления и опорных пунктов врага, выхода им в тыл и захвата важных узлов дорог, переправ и мостов на реках в дивизиях создавались подвижные передовые отряды в составе до роты автоматчиков, взвода сапёров на автомашинах, с одним-двумя 45-мм орудиями или самоходно-артиллерийскими установками.
Наступление началось в первых числах марта. К середине марта советские войска подошли к реке Южный Буг и 18 марта приступили к её форсированию. Как раз здесь немцы и надеялись задержать советские войска, однако стремительное наступление 3-го Украинского фронта сорвало их планы.
В ночь на 26 марта армии правого крыла и центра фронта приступили к форсированию Южного Буга и прорыву обороны противника на его правом берегу. Однако из-за отсутствия достаточного количества переправочных средств и сильного артиллерийского огня противника в течение всего дня успеха они не имели. Усилия были перенесены на расширение ранее захваченных плацдармов на правом берегу Южного Буга в районах Константиновки и Вознесенска. Преодолевая сопротивление врага, 57-я и 37-я армии к исходу 28 марта расширили плацдарм до 45 км по фронту и от 4 до 25 км в глубину.
Форсирование было завершено 27-28 марта, после чего началось стремительное наступление на юг.
Оценив успех на правом крыле, командующий войсками фронта решил перегруппировать в полосу 57-й и 37-й армий конно-механизированную группу и 23-й танковый корпус, располагавшиеся в районе северо-восточнее Новой Одессы в полосе 46-й армии. Конно-механизированная группа получила задачу переправиться на правый берег Южного Буга и наступать в направлении станции Раздельная, а 23-й танковый корпус — на Тирасполь.

### Освобождение Николаева
Левофланговые армии и морская пехота в первый день операции начали штурм Николаева. Отважно действовал десант из состава 384-го отдельного батальона морской пехоты и 1-го гвардейского укрепленного района 28-й армии. В ночь на 26 марта отряд численностью в 67 человек под командованием старшего лейтенанта К. Ф. Ольшанского на семи рыбачьих лодках вышел из села Октябрьское и, пройдя 15 км вверх по Бугскому лиману, в 5 часов утра высадился в Николаевском порту. В течение двух суток десантники отбили 18 контратак, уничтожив до 700 вражеских солдат и офицеров. Но сами десантники потеряли 55 человек. Ценой своей жизни они способствовали освобождению Николаева.
Части 61-й гвардейской и 24-й стрелковых дивизий 6-й армии и 130-й стрелковой дивизии 5-й ударной армии в ночь на 28 марта форсировали реку Ингул и также ворвались в Николаев. Одновременно с юга на город на помощь десантникам наступали части 28-й армии. Совместными усилиями войск 6-й, 5-й ударной и 28-й армий «при содействии отрядов контр-адмирала Белоусова и майора Котанова», как отмечалось в докладе Генерального штаба Ставке ВГК, советские войска 28 марта освободили город Николаев.
В сложившихся условиях командованию 6-й армии Вермахта не оставалось ничего, кроме как начать отход. Тем временем советская армия в начале апреля заняла станцию Раздельная, затем был освобождён Очаков. Силы противника попали в окружение.

### Форсирование Южного Буга
Противник, отступая, взорвал мост через Южный Буг в районе Варваровки. Поэтому соединениям 6-й и 5-й ударной армий пришлось форсировать реку. К утру 29 марта части 37-го стрелкового корпуса 5-й ударной армии овладели Варваровкой. После восстановления разрушенного моста началась переправа на правый берег других войск фронта.
Угроза выхода войск 2-го Украинского фронта в тыл приморской группировки немецких войск вынудили его командование начать поспешный отвод немецкой 6-й и румынской 3-й армий за Днестр. Одновременно оно стремилось на рубеже реки Тилигул задержать наступление войск 57-й и 37-й армий, 23-го танкового корпуса и конно-механизированной группы.
Но этого сделать не удалось. К утру 30 марта была закончена переправа 23-го танкового корпуса и конно-механизированной группы через Южный Буг в районе Александровки. 31 марта, несмотря на упорное сопротивление противника, войска 37-й армии и конно-механизированной группы форсировали Южный Буг и приступили к преследованию противника в направлении Раздельной.
В то же время войска левого крыла фронта развивали наступление вдоль Черноморского побережья на Одессу. 30 марта 5-я ударная армия при содействии высаженного с моря десанта морской пехоты форсировала Днепровско-Бугский лиман и овладела городом Очаковом.
По мере возможности с учётом погоды наступавшим войскам оказывала поддержку авиация 17-й воздушной армии и Черноморского флота. Она наносила массированные удары по отходившему противнику, а транспортная авиация, в связи с трудностями снабжения сухопутных войск в условиях распутицы и бездорожья, доставляла им по воздуху боеприпасы, горючее и другие грузы.
4 апреля соединения конно-механизированной группы и 37-й армии овладели станцией Раздельная, перерезав железную дорогу, связывающую Одессу с Тирасполем.

### Освобождение Одессы

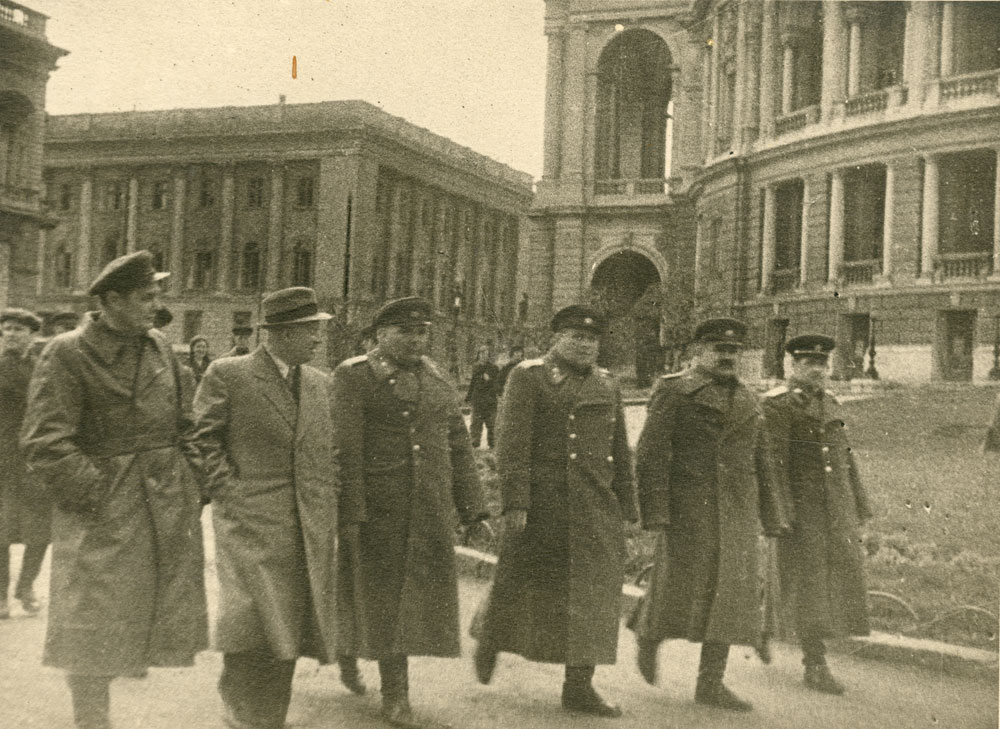
Советские офицеры в Одессе

Группировка противника оказалась рассечённой на две части. Два армейских корпуса 6-й немецкой армии (9 дивизий и две бригады штурмовых орудий) под ударами 37-й, 57-й армий и 23-го танкового корпуса отходили к Тирасполю. Остальные соединения и части противника (10 немецких, 2 румынские дивизии, два танковых батальона и две бригады штурмовых орудий) охватывались войсками 3-го Украинского фронта с севера и северо-запада и прижимались к Одессе. 5 апреля войска конно-механизированной группы достигли Страсбурга (Кучургана), создав угрозу окружения этой группировки немецких войск.
Чтобы отрезать врагу путь отхода за Днестр, командование войсками фронта повернуло конно-механизированную группу из района Раздельной на юго-восток. Её части последовательно овладели Беляевкой, Маяками, а 7 апреля вышли к Днестровскому лиману, усилив угрозу окружения одесской группировки немецких войск. К этому времени 8-я гвардейская и 6-я армии обходили Одессу с северо-запада, а 5-я ударная армия наступала на город вдоль побережья Чёрного моря.
Одессу обороняли всего более шести вражеских дивизий немецкой 6-й армии. Утром 6 апреля они предприняли попытку прорваться через Раздельную на Тирасполь. Удар противника пришёлся по частям 82-го стрелкового корпуса 37-й армии, не успевшего создать прочной обороны. Врагу удалось пробиться через боевые порядки корпуса, выйти к переправам через реку Кучурган в районе Наксия, Ангелиновка, соединиться со своими войсками, действовавшими северо-западнее Раздельной.
Подтянув дополнительные силы, командующий 37-й армией организовал удар по прорвавшемуся противнику. 7 апреля он был отброшен к югу и юго-востоку от Раздельной. 57-я армия в этот день продолжала наступление и продвинулась от 8 до 15 км. Однако части вражеских войск удалось отойти за Днестр.
Вечером 9 апреля 86-я гвардейская, 248-я, 320-я и 416-я стрелковые дивизии 5-й ударной армии овладели станциями Сортировочная, Куяльник, Пересыпь и ворвались в северные кварталы Одессы. Части 8-й гвардейской и 6-й армий вышли на подступы к Одессе с северо-запада.
У противника оставался единственный путь отхода в районе Овидиополя с последующей переправой через Днестровский лиман. В этом направлении он и начал отводить свои тылы и войска. Часть войск пыталась пробиться к переправам через Днестр в районе Беляевки. По отходящим колоннам врага наносила удары советская авиация. 262-я ночная бомбардировочная дивизия и 244-я бомбардировочная дивизия бомбили вражеские суда в порту. В низовьях Днестровского лимана наносили удары по транспортам и автоколоннам врага соединения 9-го смешанного авиакорпуса генерал-майора авиации О. В. Толстикова. Немецкое командование пыталось эвакуировать часть своих войск и материальных ценностей из Одессы морем. Однако корабли и транспорты врага подверглись ударам авиации фронта и Черноморского флота, торпедных катеров и подводных лодок, действовавших на его коммуникациях. Совместно они потопили свыше 30 вражеских судов.
Вечером 9 апреля советские войска освободили северные кварталы Одессы. В результате ожесточенных боёв 10 апреля вся Одесса была освобождена. Значительную помощь советским войскам в освобождении города оказали партизаны и подпольщики, вышедшие из катакомб и укрытий. Они помогли очистить город от врага и предотвратили подготовленные им взрывы порта, причалов, зданий, складов. В ночь на 10 апреля партизаны нанесли удар по противнику с тыла. Партизаны Куяльницкого отряда под командованием Л. Ф. Горбеля уничтожили подрывную команду противника, которая должна была взорвать дамбу Хаджибеевского лимана и затопить Пересыпь, которая открывала советским войскам путь в город.

### Захват левого берега Днестра
Украинские фронты смогли перейти к освобождению Приднестровья, а затем и Молдавии. По советским данным, немцы потеряли 26 800 убитыми, 10 680 пленными, 443 танка и 952 орудия.
6-я и 5-я ударная армии были выведены во второй эшелон фронта, а остальные войска в течение 10—14 апреля продолжали преследование врага. При этом 23-й танковый корпус 10 апреля попал в окружение в районе Плоское, где вёл бой до подхода туда 11 апреля стрелковых соединений 57-й армии. 12 апреля соединения армии вышли к Днестру, форсировали реку и захватили небольшие плацдармы на её правом берегу.
В ночь на 12 апреля части 37-й армии освободили от противника город Тирасполь и захватили плацдарм юго-западнее города до 2 км по фронту и до 1,5 км в глубину. К исходу 12 апреля плацдарм был расширен по фронту до 16 км и в глубину от 6 до 10 км.
8-я гвардейская армия и конно-механизированная группа, преодолевая упорное сопротивление противника, наступали в направлении Овидиополя. В сложном положении 10 апреля оказались 10-я гвардейская и 30-я кавалерийские дивизии КМГ, которые к северу от Овидиополя были атакованы крупными силами врага, отступавшими из-под Одессы, и вынуждены были отойти на север. Растянутых на 60-километровом фронте вдоль Днестра двух корпусов 8-й гвардейской армии оказалось недостаточно, чтобы преградить противнику путь отхода на запад. По этому поводу Маршал Советского Союза А. М. Василевский указал генералу армии Р. Я. Малиновскому на «инертные действия армии Чуйкова», которые позволяют противнику безнаказанно уходить за Днестр в районе Овидиополя, приказав принять адекватные меры.
Наступавшая севернее 46-я армия к исходу 11 апреля вышла на восточный берег Днестра в районе к югу от Чобручи и 12 апреля силами разведывательных подразделений форсировала Днестр в 3 км юго-восточнее Раскайцы.
Соединения 8-й гвардейской армии 13 апреля вышли на рубеж северная часть Калаглея, северо-восточная окраина Барабой-1, северная окраина Ильичевка. На следующий день армия очистила от врага побережье Днестровского лимана и в ночь на 15 апреля силами 74-й гвардейской стрелковой дивизии форсировала Днестр у Ильичевки (2 км юго-восточнее Беляевки).
Дальнейшее наступление войск 3-го Украинского фронта было приостановлено Ставкой ВГК, которая 14 апреля приказала перейти к обороне на достигнутом рубеже.

## Итоги

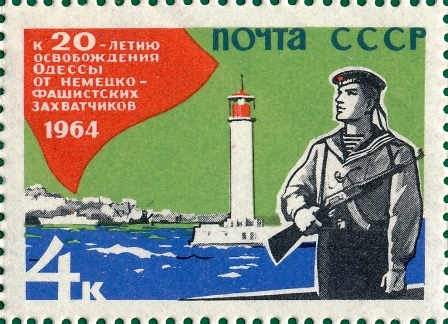
Почтовая марка, посвящённая двадцатилетию освобождения Одессы

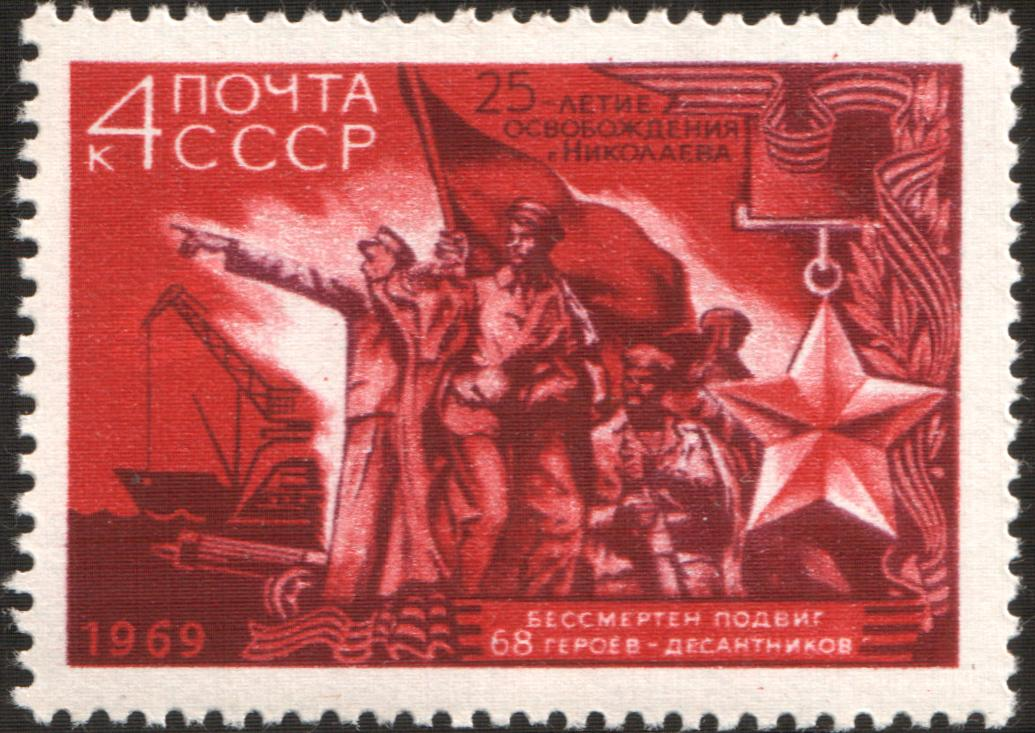
Марка СССРː Памятник освободителям города. Серияː 25-летие освобождения Николаева от фашистской оккупации

В результате войска 3-го Украинского Фронта во взаимодействии со 2-м Украинским фронтом нанесли тяжёлое поражение 6-й немецкой и 3-й румынской армиям. Потери немецко-румынских войск составили свыше 27 тысяч солдат и офицеров убитыми и более 11 тысяч — пленными, 952 артиллерийских орудия, 443 танка и штурмовых орудия, 95 складов с боеприпасами и продовольствием.
Продвинувшись на 180 км, советские войска освободили Николаевскую и Одесскую области, а также захватили значительную часть Молдовы. Были созданы условия для дальнейших операций в Молдове, продвижения в глубь Румынии и на Балканы. Черноморский флот получил возможность перебазировать в северо-западный район бассейна Чёрного моря лёгкие силы флота и авиацию, что создавало угрозу изоляции с моря крымской группировки противника, уже блокированной советскими войсками с суши. Были освобождены Николаевская и Одесская области Украинской ССР, а также значительная часть Молдовы. Потери фронта в боях с 20 апреля по 10 мая составили 32 633 человека, из них безвозвратные — 6882.
Захватив плацдармы на правом берегу Днестра, войска 3-го Украинского фронта создали благоприятные предпосылки для наступления в целях завершения освобождения Молдовы и переноса военных действий на территорию Румынии и Балканы.
Советские воины в ходе Одесской операции показали примеры выносливости и воинского мастерства. Многие части и соединения 3-го Украинского фронта, наиболее отличившиеся в боевых действиях, были награждены орденами Советского Союза и удостоены почетных наименований Одесских, Николаевских, Раздельненских и Очаковских.
Вместе с тем следует признать, что 3-й Украинский фронт так и не смог выйти на государственную границу с Румынией. Противнику удалось отвести часть сил немецкой 6-й и румынской 3-й армий на правый берег Днестра и оказать на этом рубеже упорное сопротивление.